# Rodeiro (Galiza)

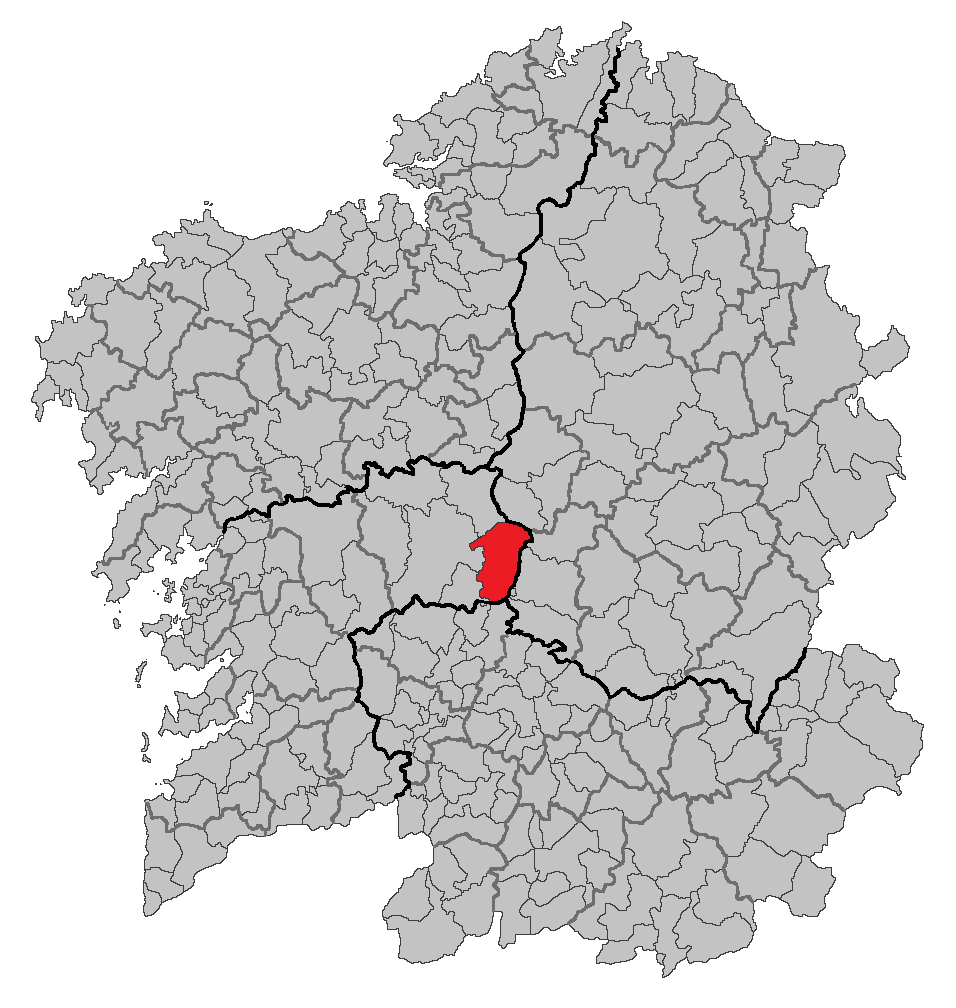
Localização de Rodeiro (Espanha)

Rodeiro é um município da Espanha na província de Pontevedra, comunidade autónoma da Galiza, de área 154,2 km² com população de 3553 habitantes (2004) e densidade populacional de 22,88 hab/km².

## Demografia
| Variação demográfica do município entre 1991 e 2004 | Variação demográfica do município entre 1991 e 2004 | Variação demográfica do município entre 1991 e 2004 | Variação demográfica do município entre 1991 e 2004 |
| --------------------------------------------------- | --------------------------------------------------- | --------------------------------------------------- | --------------------------------------------------- |
| 1991                                                | 1996                                                | 2001                                                | 2004                                                |
| 4956                                                | 4578                                                | 4229                                                | 3553                                                |